# Yoduro de lantano (III)
El yoduro de lantano (III) es un compuesto inorgánico que contiene lantano y yodo con la fórmula química LaI
3.

## Síntesis
El yoduro de lantano (III) puede sintetizarse mediante la reacción del metal de lantano con yoduro de mercurio (II):
2 La + 3 HgI2 → 2 LaI3 + 3 Hg
También puede prepararse a partir de los elementos, es decir, mediante la reacción del lantano metálico con yodo.
2 La + 3 I2 → 2 LaI3
Aunque las soluciones de yoduro de lantano (III) pueden generarse disolviendo óxido de lantano en ácido hidroyódico, el producto se hidrolizará y formará especies poliméricas de hidroxi. 
La2O3 + 6 HI → 2 LaI3 + 3 H2O → reacciones adicionales

## Estructura
El yoduro de lantano (III) adopta la misma estructura cristalina que el bromuro de plutonio (III), con centros metálicos de ocho coordenadas dispuestos en capas.Esta estructura ortorrómbica es típica de los triyoduros de los lantánidos más ligeros (La-Nd), mientras que los lantánidos más pesados tienden a adoptar la estructura hexagonal del yoduro de bismuto (III).

## Reactividad y aplicaciones
El yoduro de lantano (III) es muy soluble en agua y es delicuescente.  El yoduro de lantano(III) anhidro reacciona con tetrahidrofurano para formar un complejo fotoluminiscente, LaI3(THF)4, con una longitud de enlace La–I promedio de 3,16 Å. Este complejo es un material de partida para complejos de amida y ciclopentadienilo de lantano.
El lantano también forma un diyoduro, LaI2. Es un electruro y se formula mejor {LaIII,2I−,e−}, con el electrón deslocalizado en una banda de conducción. Varios otros lantánidos forman compuestos similares, incluidos CeI2, PrI2 y GdI2. El diyoduro de lantano adopta la misma estructura cristalina tetragonal que el Prl2.
El yoduro de lantano(III) reacciona con el metal de este elemento en presencia de argón y en una cápsula de tantalio a 1225 K para formar el compuesto de valencia mixta La2I5.
La reducción de LaI2 o LaI3 con sodio metálico en una atmósfera de argón a 550 °C da monoioduro de lantano (LaI), que tiene una estructura cristalina hexagonal.